# Clube Bahiano de Tênis
Clube Bahiano de Tênis was een Braziliaanse sportclub uit Salvador in de deelstaat Bahia. De club is onder andere actief in voetbal, zwemmen en ballet. 

## Geschiedenis
De club werd in 1916 opgericht als een tennisclub. De club kreeg ook een voetbalafdeling en speelde vanaf 1920 in de hoogste klasse van het staatskampioenschap, dat de club in 1927 won. In 1931 stopte de club met de voetbalbafdeling, net als AAB. De spelers besloten om beide afdelingen dan te verenigingen in de nieuwe club EC Bahia. 

## Erelijst
- Campeonato Baiano

1927